# Ussaramanna
Ussaramanna – miejscowość i gmina we Włoszech, w regionie Sardynia, w prowincji Sud Sardegna.
Według danych na rok 2004 gminę zamieszkiwało 611 osób, 67,9 os./km². Graniczy z Baradili, Baressa, Pauli Arbarei, Siddi i Turri.